# Hráči (film, 2003)
Hráči (v originále Shade) je americký neo-noirový kriminální thriller z roku 2003, který režíroval a napsal Damian Nieman a ve kterém hrají Stuart Townsend, Gabriel Byrne, Thandiwe Newton, Jamie Foxx, Melanie Griffith a Sylvester Stallone. Film sleduje trojici podvodníků, kteří se pokoušejí podrazit legendárního karetního podvodníka přezdívaného „Dean“. Film měl ve Spojených státech omezenou premiéru 7. května 2004.

## Děj
V pokerové partii mezi kriminálníky dojde ke krvavé přestřelce, přežijí jen dva muži. Později se podvodníci Tiffany a Charlie spojí s hráčem Larrym a kartním mechanikem Vernonem, aby podvedli bohatou partičku. Vernon prokáže své schopnosti, ale Larry se nečekaně vsadí o 100 000 dolarů, prohraje a je zabit mafií, která mu peníze půjčila.
Trojice prchá před mafií i policií. Ukryjí se v Magic Castle, kde Vernon začínal. Zjistí, že plánovaný velký pokerový turnaj pořádá právě mafián Malini. Finálová partie proběhne mezi Vernonem a legendárním hráčem Deanem. Vernon ho má porazit podvodem, ale Dean vyhrává, když mu přijde třetí královna ke dvěma v ruce.
Po hře Malini nechá trojici jít s varováním. Charlie ukončí spolupráci s Vernonem i Tiffany. V závěru se ukáže, že celý podvod byl past nastražená Deanem, Vernonem, policií a Deanovou milenkou, která měla Charlieho a Tiffany obelstít. Dean nakonec předá Vernonovi krvavé eso, čímž potvrdí, že legenda o něm je pravdivá.

## Obsazení
- Stuart Townsend jako Vernon
- Gabriel Byrne jako Charlie Miller
- Thandiwe Newton jako Tiffany (v titulcích Thandie Newton)
- Jamie Foxx jako Larry Jennings
- Melanie Griffith jako Eve
- Sylvester Stallone jako Dean „The Dean“ Stevens
- Jason Cerbone jako mladý Dean Stevens
- Bo Hopkins jako poručík John Scarne
- Patrick Bauchau jako Max Malini
- Roger Guenveur Smith jako Marlo
- B-Real jako Nate
- Glenn Plummer jako obsluha čerpací stanice
- Dina Merrill jako Dina
- Hal Holbrook jako profesor
- Michael Dorn jako Jack Thornhill